# Tamara Müller (Skirennfahrerin)
Tamara Müller (* 16. Oktober 1977 in Goldau) ist eine ehemalige Schweizer Skirennfahrerin. Sie gehörte von 1999 bis 2002 dem B-Kader des Schweizer Skiverbandes an und stieg 2003 in das A-Kader auf. Verletzungsbedingt musste sie ihre Karriere 2005 beenden.

## Biografie
Müller begann ihre Karriere mit FIS-Rennen; im Januar 1996 startete sie erstmals im Europacup. Im Februar/März desselben Jahres nahm sie an den Juniorenweltmeisterschaften teil und belegte die Plätze 16 im Slalom und 20 im Riesenslalom. Das erste gute Europacupergebnis gelang ihr am 11. Dezember 1998 mit Rang fünf im Slalom von St. Sebastian. Daraufhin konnte sie am 17. Januar 1999 im Slalom von St. Anton erstmals im Weltcup starten, wo sie auf Anhieb den 22. Platz belegte und ihre ersten Punkte holte. In den nächsten Jahren kam sie aber nur sehr selten zum Einsatz, und vorerst blieben dies ihre einzigen Weltcuppunkte.
Während Müller zu Beginn ihrer Karriere vorwiegend in den technischen Disziplinen startete, entwickelte sie sich im Laufe der Jahre zu einer Spezialistin für die schnellen Disziplinen Abfahrt und Super-G. Ihr erstes Europacup-Podium erreichte sie am 10. Januar 2001 mit Rang drei in der Abfahrt von Tignes. In der Saison 2001/02 war die Schweizerin auch wieder im Weltcup am Start, bestritt sechs Rennen und erreichte dreimal knapp die Punkteränge. Im Europacup gelang ihr in der Abfahrt von Tarvisio Anfang Februar der zweite Platz, einen Monat später wurde sie in der Abfahrt von Lenzerheide ebenfalls Zweite, im Super-G feierte sie tags darauf ihren ersten und einzigen Europacupsieg.
Ab der Saison 2002/03 konzentrierte sich Müller ausschliesslich auf den Weltcup und erreichte am 7. Dezember 2002 in der Abfahrt von Lake Louise überraschend den siebenten Platz. Am 15. Januar 2003 konnte sie dieses Resultat noch überbieten und wurde Vierte im Super-G von Cortina d’Ampezzo. Nur drei Tage später erlitt ihre Karriere einen schweren Rückschlag. Sie stürzte in der Abfahrt von Cortina, zog sich einen Schlüsselbeinbruch zu und musste die Saison beenden.
In der Saison 2003/04 kehrte sie in den Weltcup zurück, konnte aber an ihre Vorjahresergebnisse nicht anschliessen und kam in keinem Rennen unter die besten 30. Am 15. Januar 2004 stürzte Müller im Training zur Abfahrt von Cortina d’Ampezzo erneut schwer und erlitt einen Kreuzbandriss. Die Saison war dadurch vorzeitig zu Ende, und auch im Winter 2004/05 konnte sie keine Rennen bestreiten. Schliesslich gab sie im Sommer 2005 ihren Rücktritt vom Skirennsport bekannt.

## Erfolge

### Weltcup
- Zwei Platzierungen unter den besten zehn

### Europacup
- Saison 2000/01: 10. Abfahrtswertung
- Saison 2001/02: 8. Gesamtwertung, 5. Abfahrtswertung, 6. Super-G-Wertung
- 1 Sieg (Super-G in Lenzerheide am 6. März 2002), weitere drei Podestplätze

### Juniorenweltmeisterschaften
- Hoch-Ybrig 1996: 16. Slalom, 20. Riesenslalom

### Weitere Erfolge
- Schweizer Meisterin im Super-G 2002
- 4 Siege in FIS-Rennen